# Ostiario
El portero u ostiario (del latín ostiarius, que a su vez procede de ostium, que significa puerta) es el clérigo que recibe la primera de las órdenes menores y tiene a su cargo abrir y cerrar la puerta de la iglesia, así como guardarla, llamar a tomar la comunión a los dignos (rechazando a los indignos) y conservar las cosas sagradas: es el guardián del Santísimo Sacramento que se guarda en el sagrario.
En la ceremonia de ordenación, el obispo u arzobispo le presenta al aspirante las dos llaves del templo sobre un plato y, mientras el aspirante las toca, le dice: «Actúa de tal suerte que puedas dar cuenta a Dios de las cosas sagradas que se guardan bajo estas dos llaves...»
La orden de ostiario era el ostiariado, y aunque fue suprimida en por el motu proprio Ministeria quaedam junto con las otras cuatro órdenes menores en 1972, continúa confiriéndose el orden a los candidatos al sacerdocio del rito romano que siguen la forma extraordinaria del rito romano.

## Ostiario vs hostiario
No hay que confundir el término ostiario sin "h" descrito en este artículo con el de hostiario con "h", que se refiere al objeto para hacer hostias o guardarlas. Ni con hostiero, que es la persona que hace las hostias.
Existen varios documentos de los siglos XIX y principios del XX donde se utilizan las dos formas del término con h y sin h, una veces referido al objeto religioso y otras a la orden menor.